# Mockturtle Soup

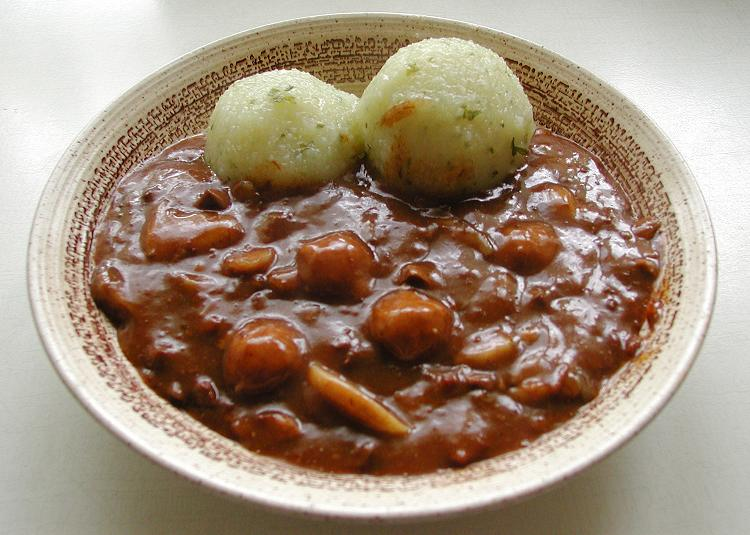
Imagem da Sopa Mockturtle soup

Mockturtle soup é uma sopa tradicional inglesa. A verdadeira sopa de tartaruga era 
de difícil acesso para a maioria das pessoas (além de que as tartarugas marinhas são espécies protegidas na maioria dos países), mas os ingleses que, segundo o livro Larousse gastronomique, gostavam muito de sopa da tartaruga, decidiram inventar uma sopa que substituísse a original e chamaram-lhe "mock turtle soup", o que significa "sopa de tartaruga fingida".
A sopa é confeccionada com cabeça de vitela, presunto, cebola, aipo, manteiga ou margarina e cogumelos, entre outros ingredientes.